# Chinoscopus
Chinoscopus is een geslacht van spinnen uit de familie springspinnen (Salticidae).

## Soorten
De volgende soorten zijn bij het geslacht ingedeeld:
- Chinoscopus ernsti (Simon, 1900)
- Chinoscopus flavus (Peckham, Peckham & Wheeler, 1889)
- Chinoscopus gracilis (Taczanowski, 1872)
- Chinoscopus maculipes Crane, 1943